# Chartreuse de Sainte-Croix-en-Jarez
La chartreuse de Sainte-Croix-en-Jarez est un ancien monastère de moines chartreux sis à Sainte-Croix-en-Jarez dans la Loire, fondé en 1281 par Béatrix de la Tour du Pin.
Les moines en furent chassés en 1792, lors de la Révolution française. Vendue ensuite comme bien national, allotie et urbanisée, la chartreuse est devenue le cœur du village actuel. Une partie des vestiges de ses bâtiments est inscrite au titre des monuments historiques.

## Toponymie
Le nom latin consacré de la chartreuse est Cartusia sancta crucis in Jaresie, tel qu'il est indiqué sur un tableau peint par un auteur inconnu, entre la fin du XVIIe siècle et le début du XVIIIe siècle et situé dans le musée de la Correrie au monastère de la Grande-Chartreuse. Ce monastère est donc dédié à la Sainte Croix.

## Histoire

### Avant la Chartreuse

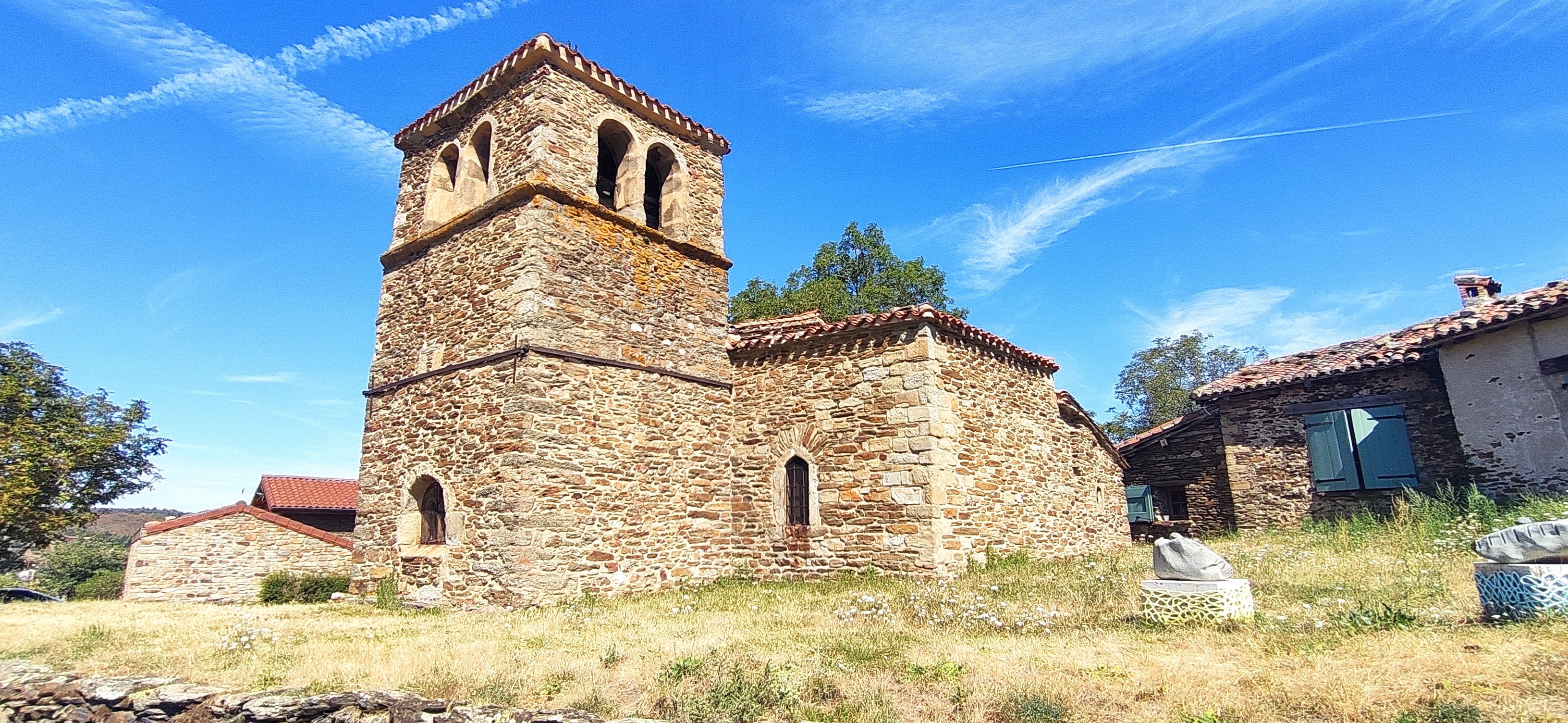
La Chapelle de Jurieux

La chartreuse de Sainte-Croix est située dans le secteur nord-ouest du Massif du Pilat. Bien que l’archéologie mette en avant l’absence de constructions antérieures à la fondation de la chartreuse, ce secteur du Pilat est habité depuis la Préhistoire (la période Mésolithique, notamment) et présente plus tardivement des sites gallo-romains de faible importance. La présence de pierres à cupules sur le site des Roches de Marlin, non loin du village, atteste d’une présence humaine antique. Le village de Pavezin, à quelques kilomètres, semble plus densément occupé à partir de la fin de la période carolingienne. Plus proche, la chapelle de Jurieux est antérieure à la fondation du monastère (construite en style roman à partir du XIIe siècle).
L’axe de communication que constitue la vallée du Gier, véritable carrefour stratégique des routes allant de l'Auvergne à la vallée du Rhône, à environ dix kilomètres du site choisi pour la fondation, rapproche le monastère des enjeux géopolitiques de sa région.

### Contexte général de la fondation

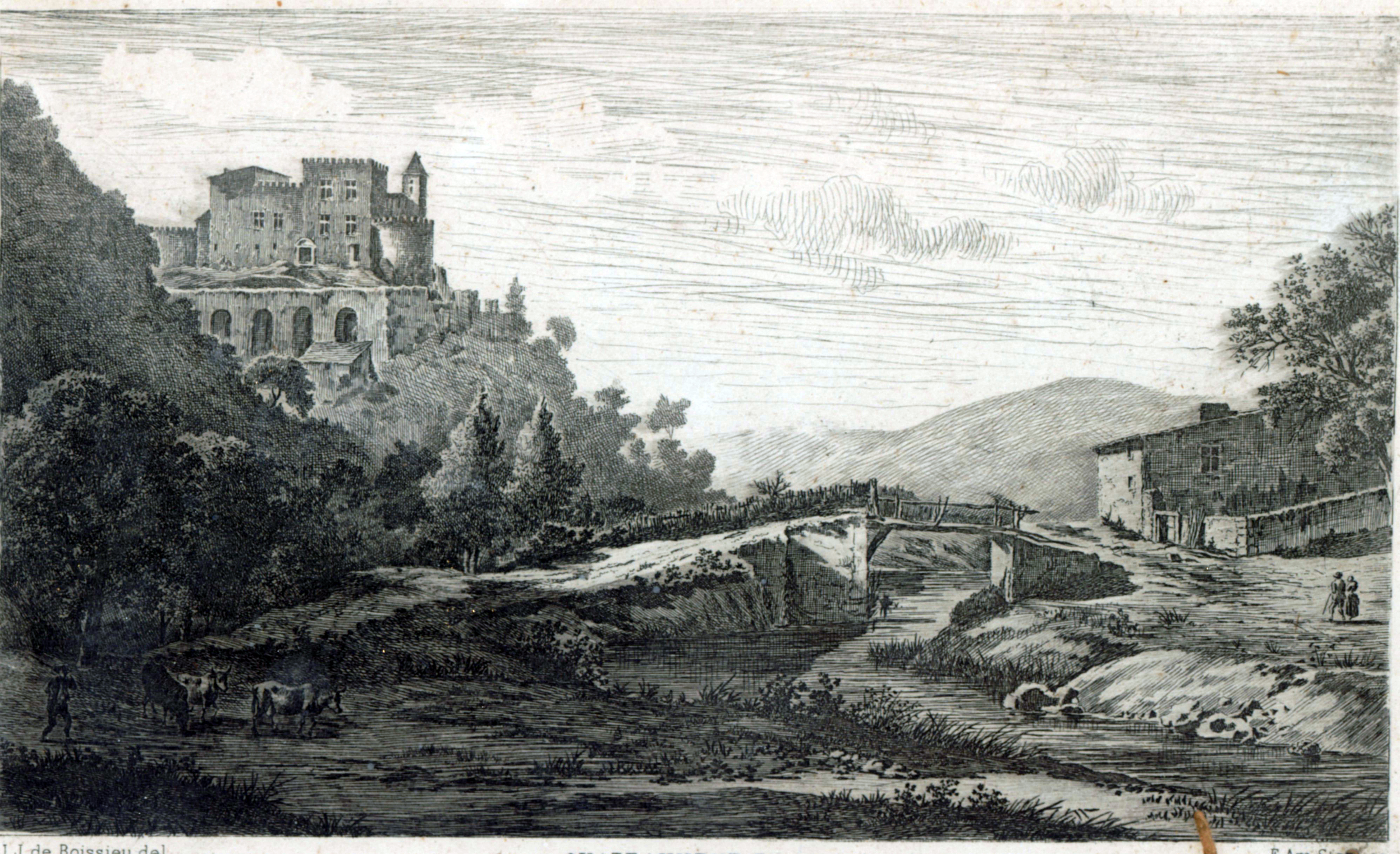
La forteresse de Châteauneuf en 1789, gravure de Jean-Jacques de Boissieu

Le monastère est fondé en 1280 (ou 1281) par Béatrix de la Tour du Pin, veuve de Guillaume de Roussillon, disparu en Terre Sainte à Saint-Jean-d'Acre en juin 1277,. Souhaitant honorer sa mémoire par une spiritualité plus rigoureuse, elle se rapproche de l’ordre des Chartreux. Aux XIIe et XIIIe siècles, la famille de La Tour du Pin est d’ores et déjà bienfaitrice ou à l’origine de nombreux monastères chartreux dans cette région (Bouvante et Prémol entre autres). C’est donc par tradition familiale que Béatrix se tourne vers cet ordre.
Le monastère est fondé dans une région politiquement morcelée entre l’archevêché de Lyon au nord, le comté de Forez à l’ouest et la province du Dauphiné à l’est. Ainsi, les possessions de la famille des Roussillon localisées dans cette partie du Pilat relèvent partiellement de l’autorité de l’archevêque de Lyon. Béatrix possède une petite forteresse sur l'actuel village de Châteauneuf et connaît les terres environnantes qui lui appartiennent.

### Fondation et vie monacale
La chartreuse possède pour mythe fondateur un ensemble de songes éveillés que Béatrix aurait eus. La Vraie Croix l’aurait guidée jusqu’au lieu même du futur monastère. C’est elle-même qui aurait évoqué cette expérience mystique dans une lettre adressée au prieur de la chartreuse de Vauvert (Paris), dont l’authenticité est toutefois remise en question par les historiens.
L'acte de fondation du monastère est officiellement dressé à Taluyers le 24 février 1281 en présence d’Amédée de Roussillon, évêque de Valence et de Die, de l’abbé Étienne de Savigny, de l’abbé de Saint-Chef, d’Hismion, prieur de la chartreuse du Val-Saint-Jean (en Slovénie actuelle), du moine Étienne de Meyzériat et de Pierre Flote, légiste du futur dauphin de Viennois Humbert Ier (frère de Béatrix). Placée sous la protection de la Sainte Croix, la chartreuse est officiellement la 62e à être fondée. Dom Ponce Sableri est nommé premier prieur de Sainte-Croix.
Il est ainsi prévu dans l’acte que les ressources financières et les terres nécessaires à la fondation seront fournies par les Roussillon. Dans l’optique d’assurer l’autonomie du monastère, la fondatrice accorde aux chartreux des droits sur des domaines extérieurs au désert nouvellement constitué. Les descendants de Béatrix confortent d’ailleurs les privilèges par elle accordés à la communauté. S’étendant progressivement au fil des siècles par dons (ou acquisitions), le domaine des chartreux de Sainte-Croix représente, à l’aube de la Révolution Française, la superficie globale de l’actuel village.
Fait original et sur le principe contraire aux coutumes de Chartreuse, Béatrix obtient le droit de résider et d’être inhumée au sein du monastère. À son décès en 1306, elle est probablement enterrée dans l’église. Au XIVe siècle, certaines chartreuses tendent à assouplir la règle concernant le rejet de l’inhumation de laïcs. Sainte-Croix semble en faire partie. Dès 1283 et durant près de 500 ans, le site est habité par des moines chartreux. L’importance de la communauté, plus ou moins forte au fil des siècles, atteint tout au plus une trentaine de moines.

### La période révolutionnaire
Les chartreux sont chassés du monastère de Sainte-Croix après la Révolution française. En effet, l’Assemblée législative édicte le 18 août 1792 un décret portant sur la dissolution des congrégations religieuses. Les cinq pères chartreux encore présents à Sainte-Croix sont alors obligés de se disperser et les biens du monastère sont réquisitionnés par l’État.
L’inventaire des biens du monastère réalisé en 1790 permet alors d’avoir un aperçu des biens aussi bien à l’intérieur qu’à l’extérieur de la chartreuse, la veille de son abandon. Il est ainsi possible d’affirmer que la bibliothèque du monastère comprenait environ 1 800 volumes.
Allotis, la plupart des éléments sont vendus au titre des biens nationaux. Ce sont principalement des familles d’artisans et d'agriculteurs des environs qui rachètent les 44 lots que constitue l’ancienne chartreuse. Certains venant y vivre, le lieu change de vocation et se transforme peu à peu en village.

### La vie laïque

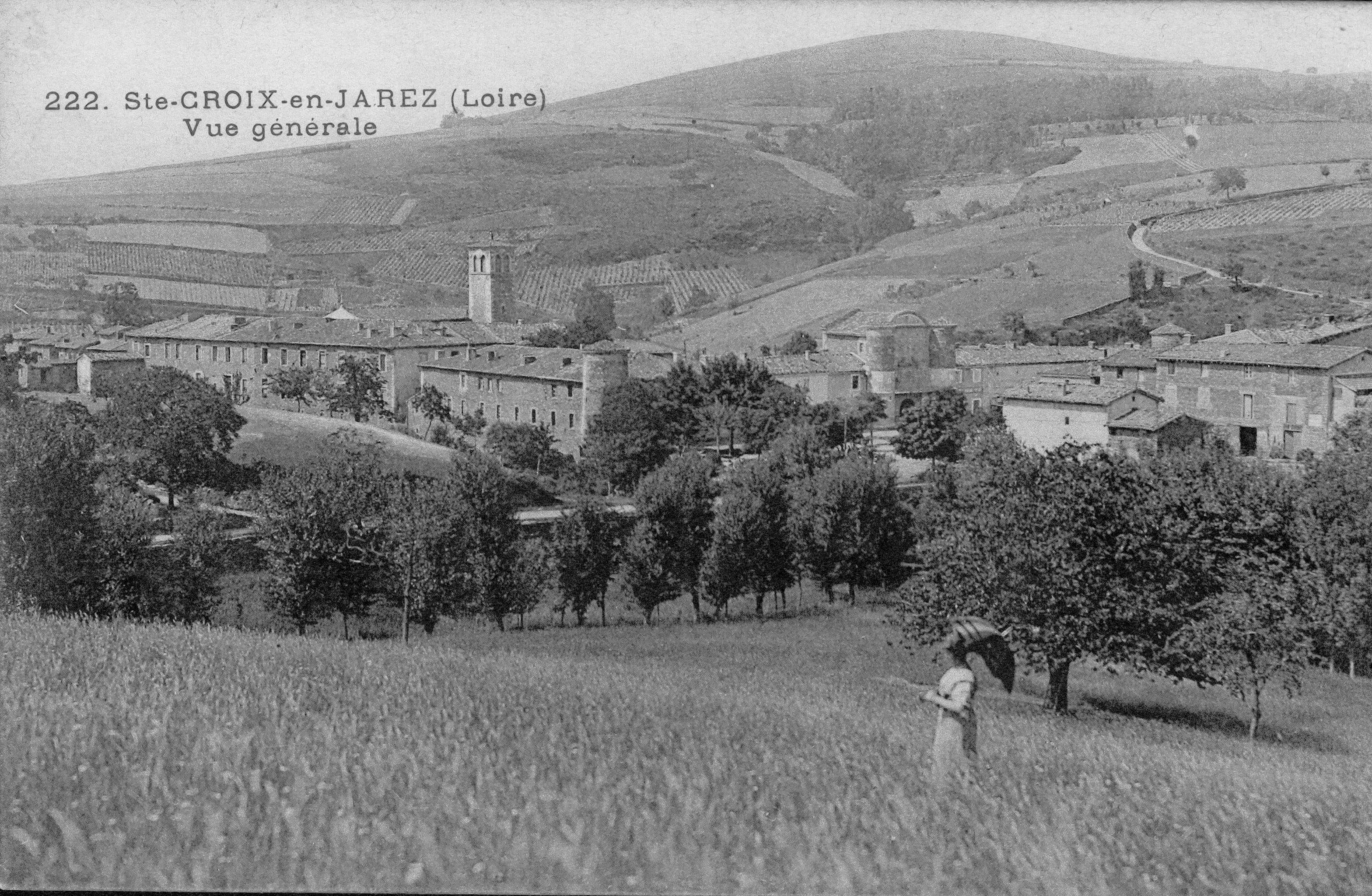
Vue de la chartreuse au XIXe siècle, devenue village

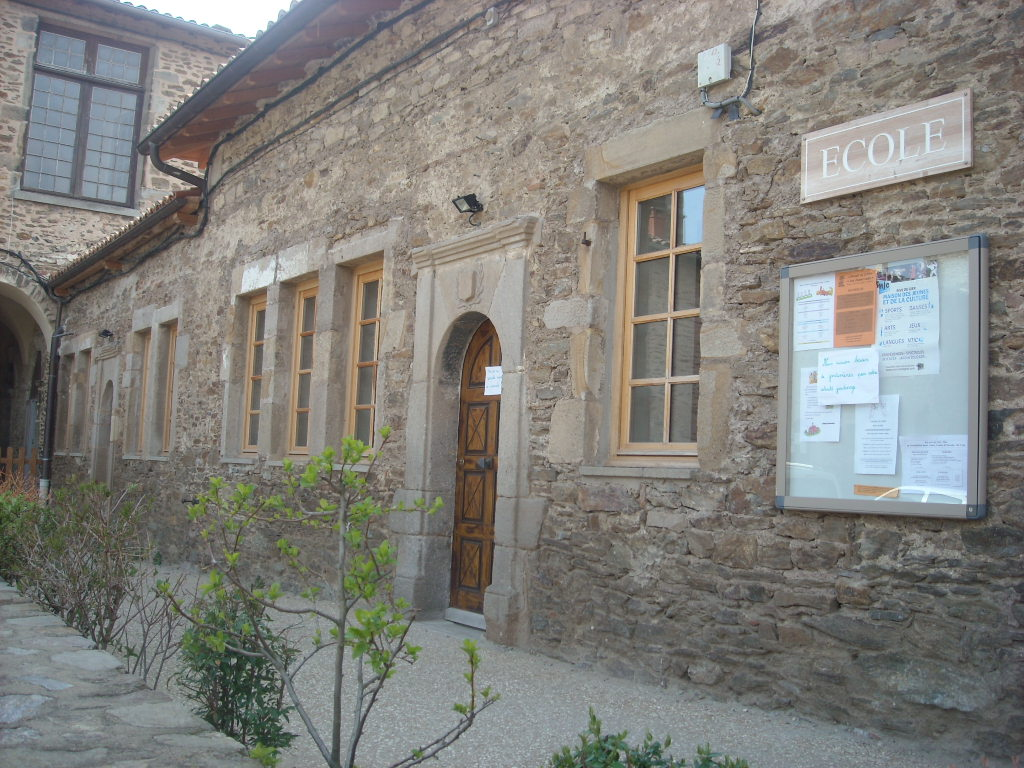
La façade de l'école du village

Sainte-Croix est d’abord rattachée au village de Pavezin (on évoque alors le nom de Sainte-Croix-en-Pavezin) mais acquiert officiellement le statut de commune en 1888 et est nommée Sainte-Croix-en-Jarez.
La vie religieuse laissant place à une vie laïque, de nombreux bâtiments sont réaménagés. Dès 1888, une mairie s’installe au cœur de l’ancienne chartreuse. Actuellement, cette dernière se trouve dans l’ancienne cour des frères. Une école (comprenant une partie pour garçons et une partie pour filles) s’était déjà installée dès 1839 dans la seconde cour. Elle est toujours en activité aujourd’hui et accueille une quarantaine d’élèves, de la maternelle au CE1.
Au total, une cinquantaine de personnes habitent aujourd’hui l’ancienne chartreuse. La commune de Sainte-Croix-en-Jarez compte dans l'ensemble moins de 500 habitants (recensement de 2019).
Il s'agit du seul monastère chartreux au monde à être devenu une commune.

## Architecture
Les vestiges du monastère de Sainte-Croix se révèlent aux visiteurs comme aux spécialistes comme un mélange architectural de différentes périodes. On retrouve, comme pour la majorité des chartreuses, trois zones distinctes : la cour des frères, la cour des pères et la zone dite cénobitique, où se situent les bâtiments communs (église, réfectoire, salle du Chapitre). L’ancienne cuisine du monastère a également pu être conservée.

### Façade et Cour des frères

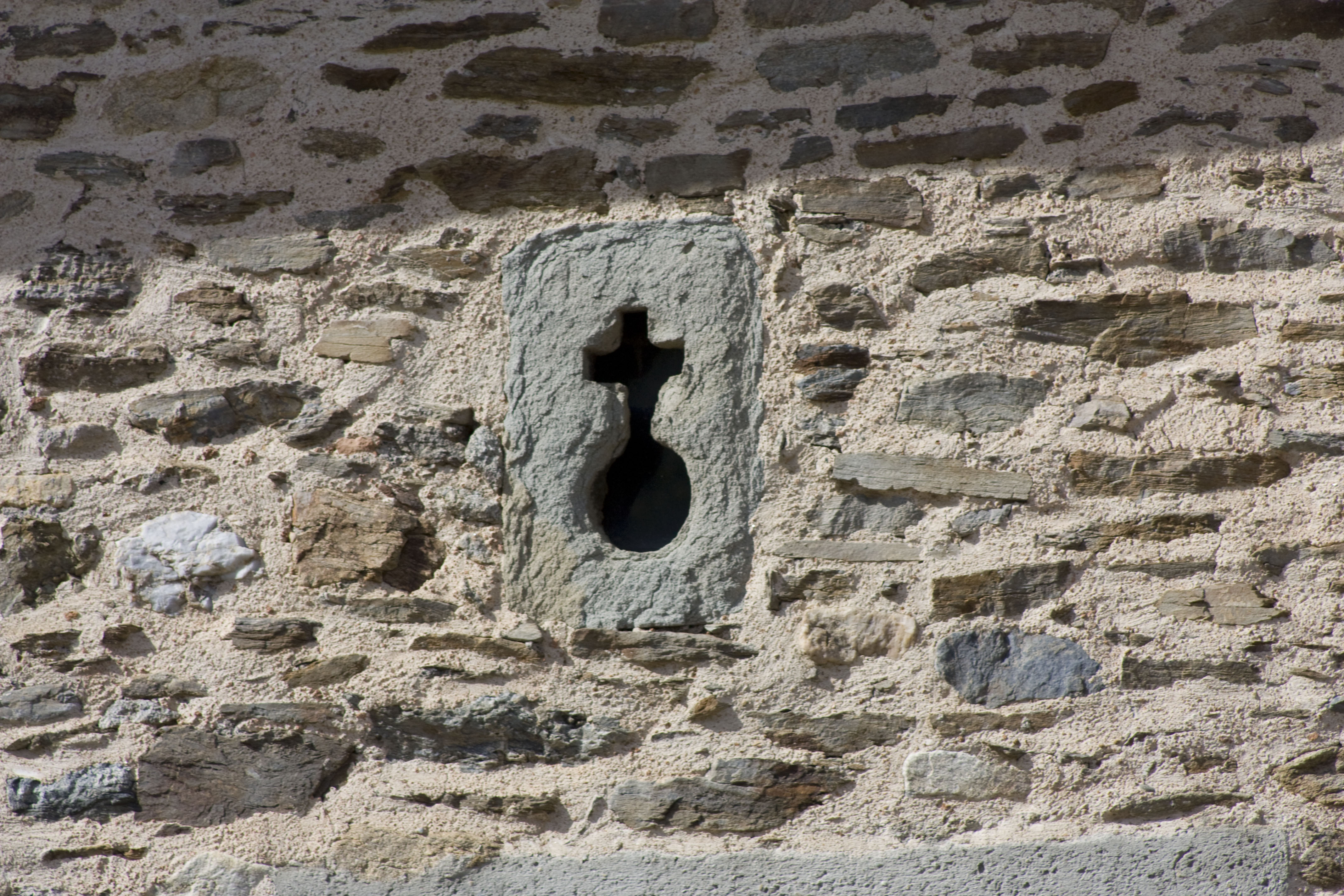
Meurtrière cartusienne

La façade, qui marque par son aspect fortifié (vraisemblablement construite à partir du XVe siècle et restaurée au XVIIe siècle), se présente sous la forme d'un mur de 110 mètres de long, flanqué de tours à chaque extrémité. Au centre, l'entrée principale est, elle aussi, cernée par deux tours. Cette partie de la façade a été restaurée dans un style baroque à partir du XVIIIe siècle et permet de pénétrer dans la première cour. À l'origine, pour marquer la coupure entre le temporel et le spirituel, le mur était aveugle (aucune porte ni fenêtre), seulement percé de meurtrières encore visibles aujourd’hui. Leur forme n’est pas sans rappeler l’emblème de l'ordre des chartreux : le globe surmonté de la Croix. Cet emblème est accompagné d'une citation « Le monde tourne, la croix demeure », devise de la confrérie cartusienne.

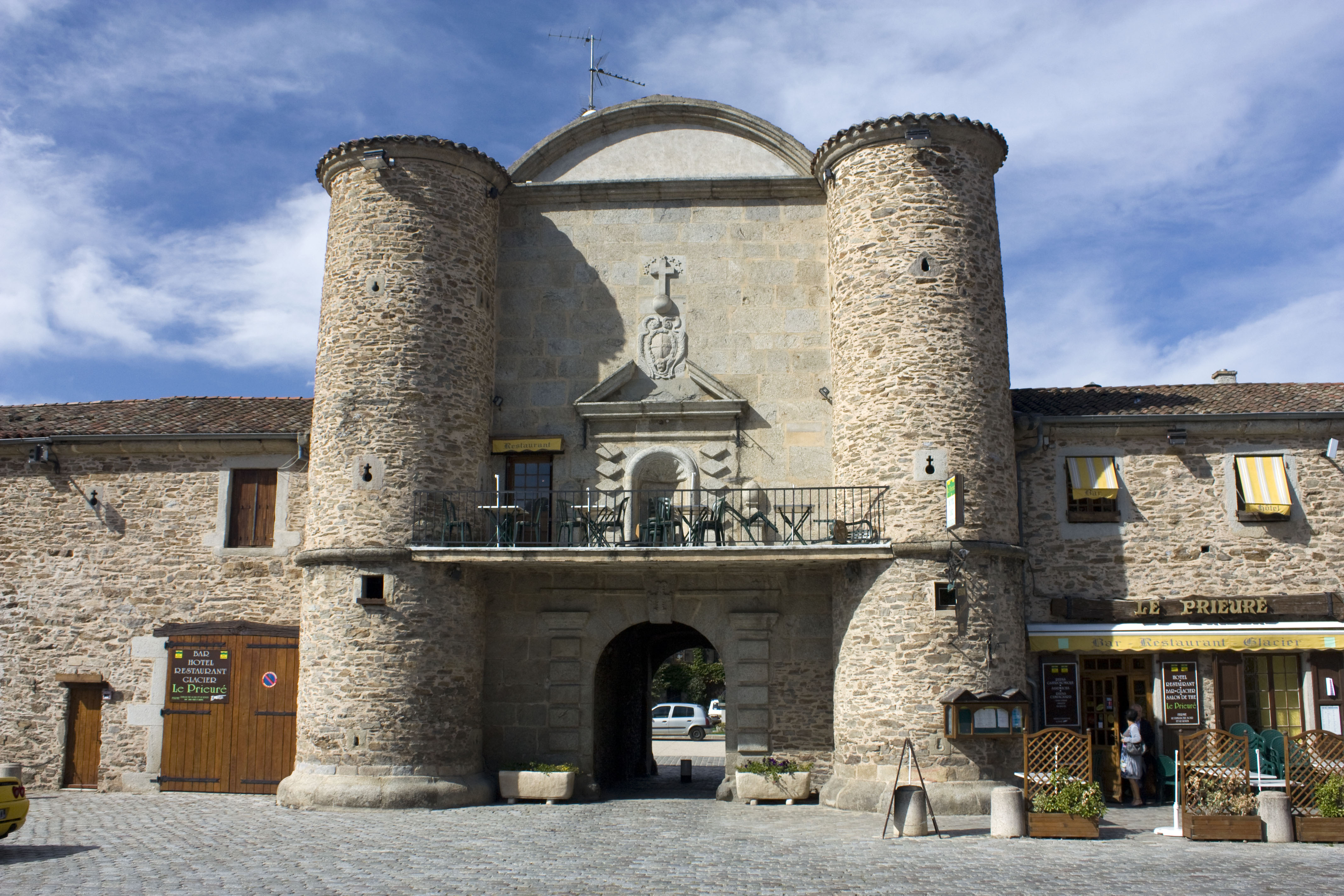
Façade principale fortifiée

Derrière la façade, le monastère de Sainte-Croix se développe et se construit progressivement. La cour des obédiences, dite cour des frères, est dans un premier temps aménagée de façon sommaire avant d’être agrandie, fortifiée et restaurée régulièrement au fil des siècles. La cour présente un plan proche du carré. C'est l'endroit où se trouvaient les logements des frères et les bâtiments d'exploitation. Il s’agit là du lieu de la vie matérielle du monastère, qui fait ici office de correrie.
Chaque bâtiment était assigné à une tâche particulière (obédience) : menuiserie, boulangerie, buanderie, forge, etc. La chartreuse abritait une quinzaine de frères dont les cellules se trouvaient sur l’aile sud (côté mairie actuelle). On y trouvait aussi granges et entrepôts, car les frères assuraient les besoins matériels de la chartreuse. La cour, comme la façade, est restaurée et modifiée au XVIIe siècle.

### La zone cénobitique: le petit cloître et les églises

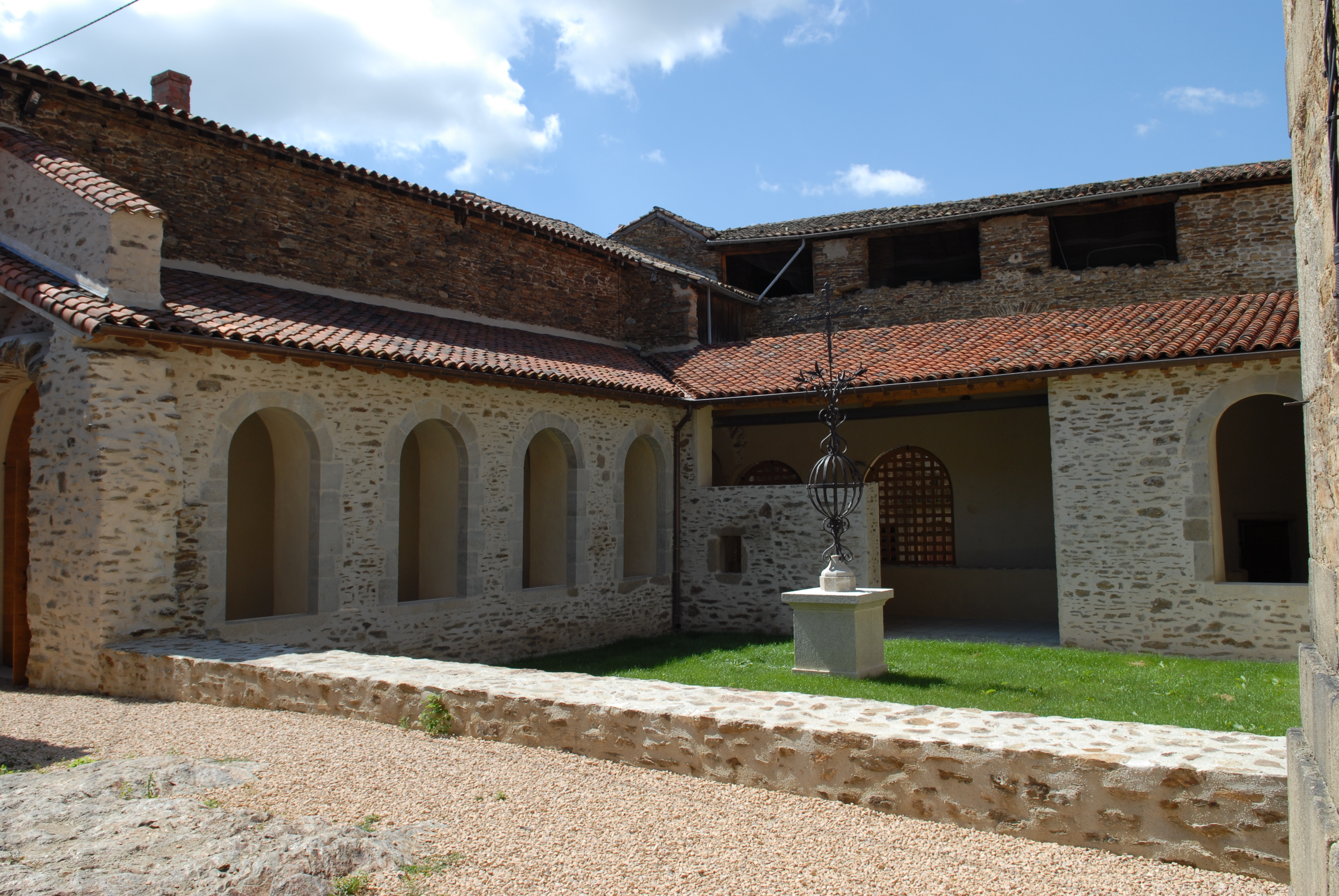
Le petit cloître de Sainte-Croix aujourd'hui

Au vu des récents travaux de recherches archéologiques, le cloître qui subsiste aujourd’hui semble dater du XVIIe siècle. Il a accueilli en son sein le cimetière des frères dont l’occupation est assez dense aux XVIIe et XVIIIe siècles. À l’origine, plusieurs cloîtres se trouvaient à Sainte-Croix mais seul celui-ci nous est parvenu. Il a fait l’objet d’une restauration en 2007 et est aujourd’hui accessible aux visiteurs. Sa fonction première était de desservir l’église, la salle capitulaire ainsi que le réfectoire.

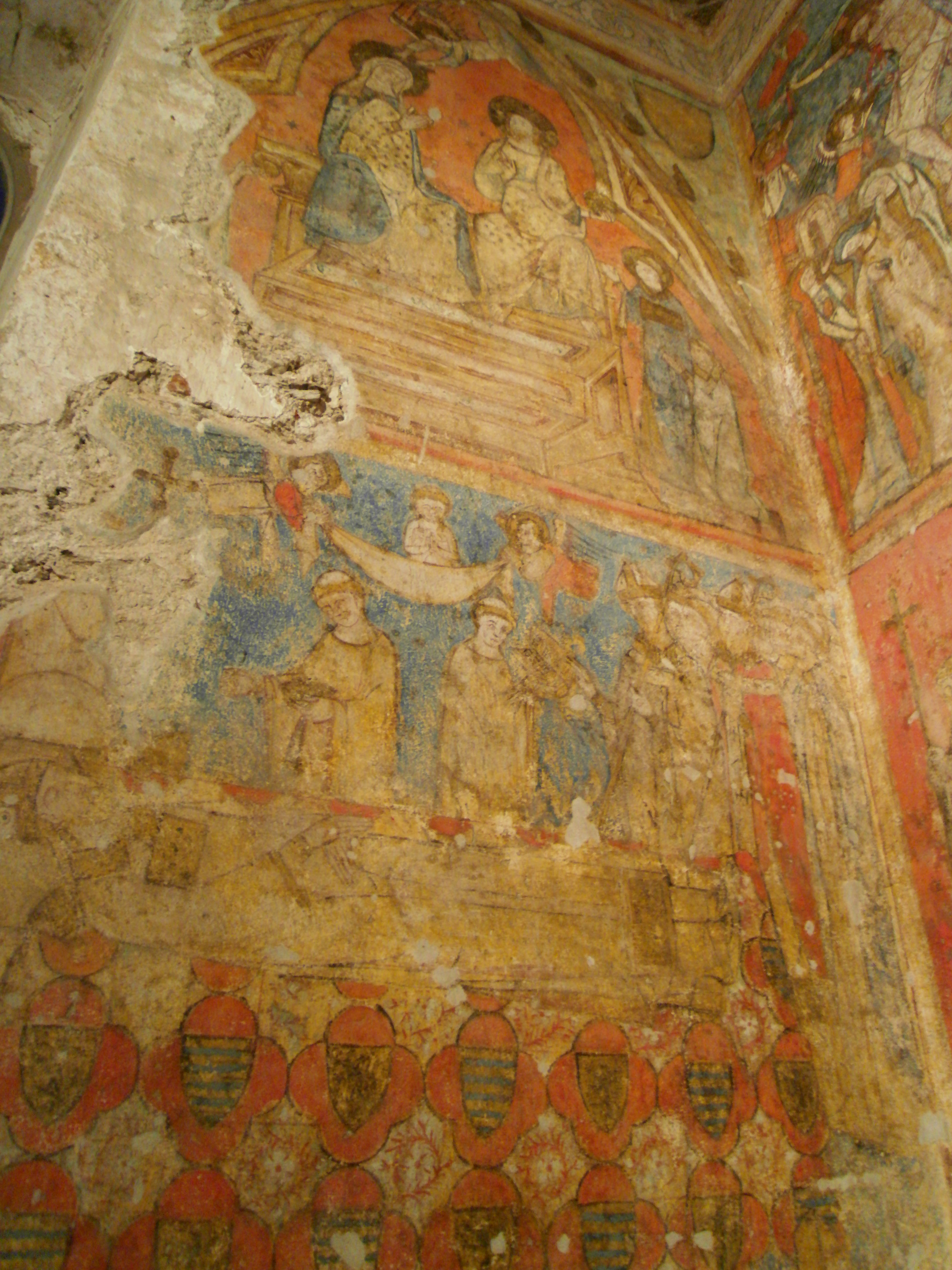
Peintures murales de l'église médiévale

La première église du monastère, de style gothique, est bâtie dans la première moitié du XIVe siècle. Elle a vraisemblablement été utilisée par les moines jusqu’à l’incendie de 1629, qui en ravage une partie. Le chœur est cependant conservé tandis que l’ancienne nef devient la sacristie de l’église moderne. Le chœur comporte de remarquables peintures murales d’époque. Redécouvertes en 1896 par la société archéologique de la Diana, ces peintures auraient été réalisées autour de 1350. Aujourd’hui protégées au titre des monuments historiques, elles ont fait l’objet d’une importante restauration en 1987 et constituent un vestige non négligeable de l’origine médiévale de la chartreuse.

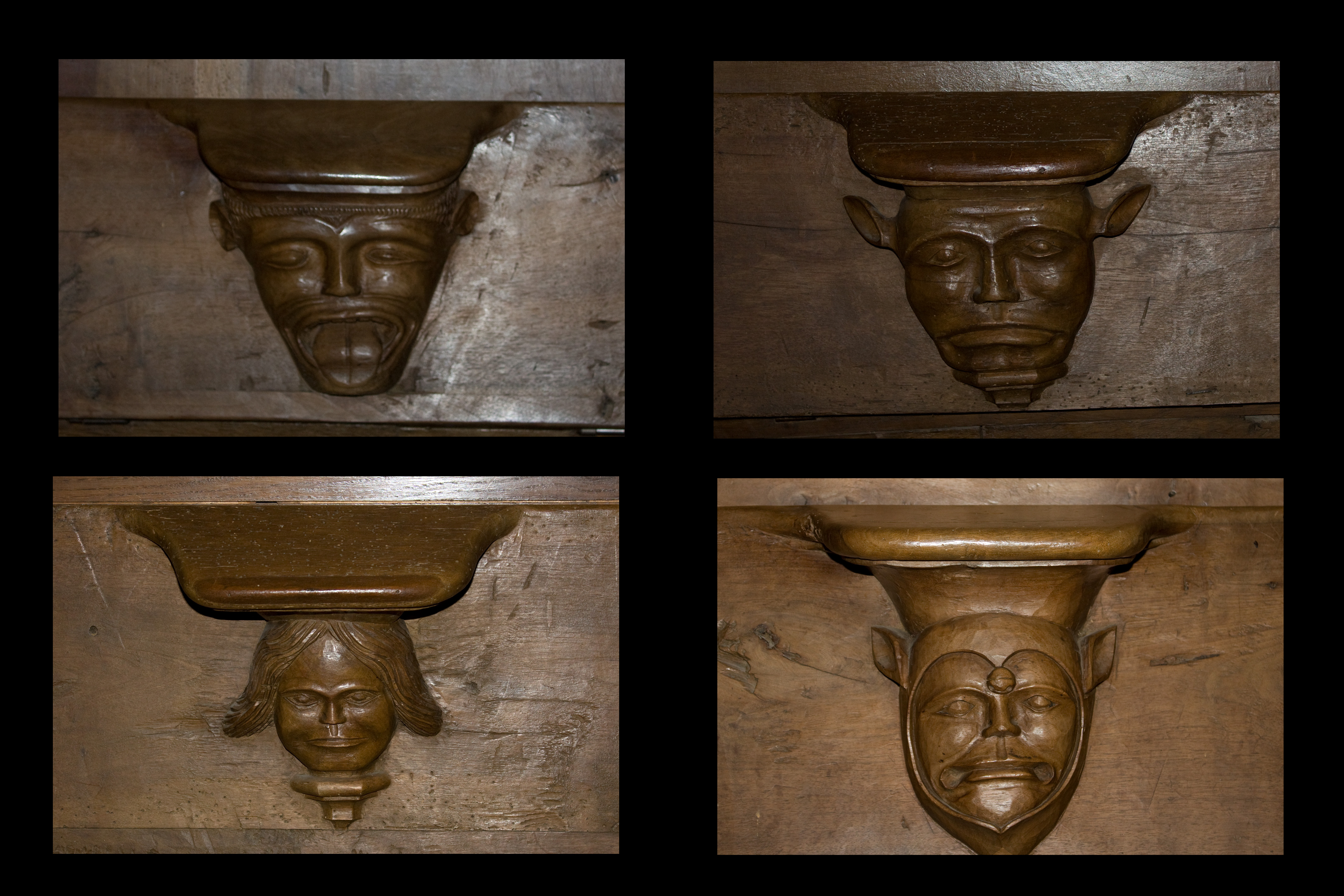
Les miséricordes de Sainte-Croix

L’église paroissiale actuelle prend place dans l’ancien réfectoire du monastère, qui change de vocation à la suite de l’incendie de la première église. Son aménagement se termine autour de 1752, le chœur est aujourd’hui de style baroque.
À l’origine, comme le veut la tradition cartusienne, l’église est séparée en deux chœurs distincts (celui des frères et celui des pères) par un jubé, disparu aujourd’hui. Les stalles comprenant des miséricordes sculptées en bois de chêne et de noyer sont datées du XVIe siècle et ont été offertes par le seigneur de Saint-Chamond. Cette église a fait l’objet d’une large restauration dans les années 1980.

### La cour des pères

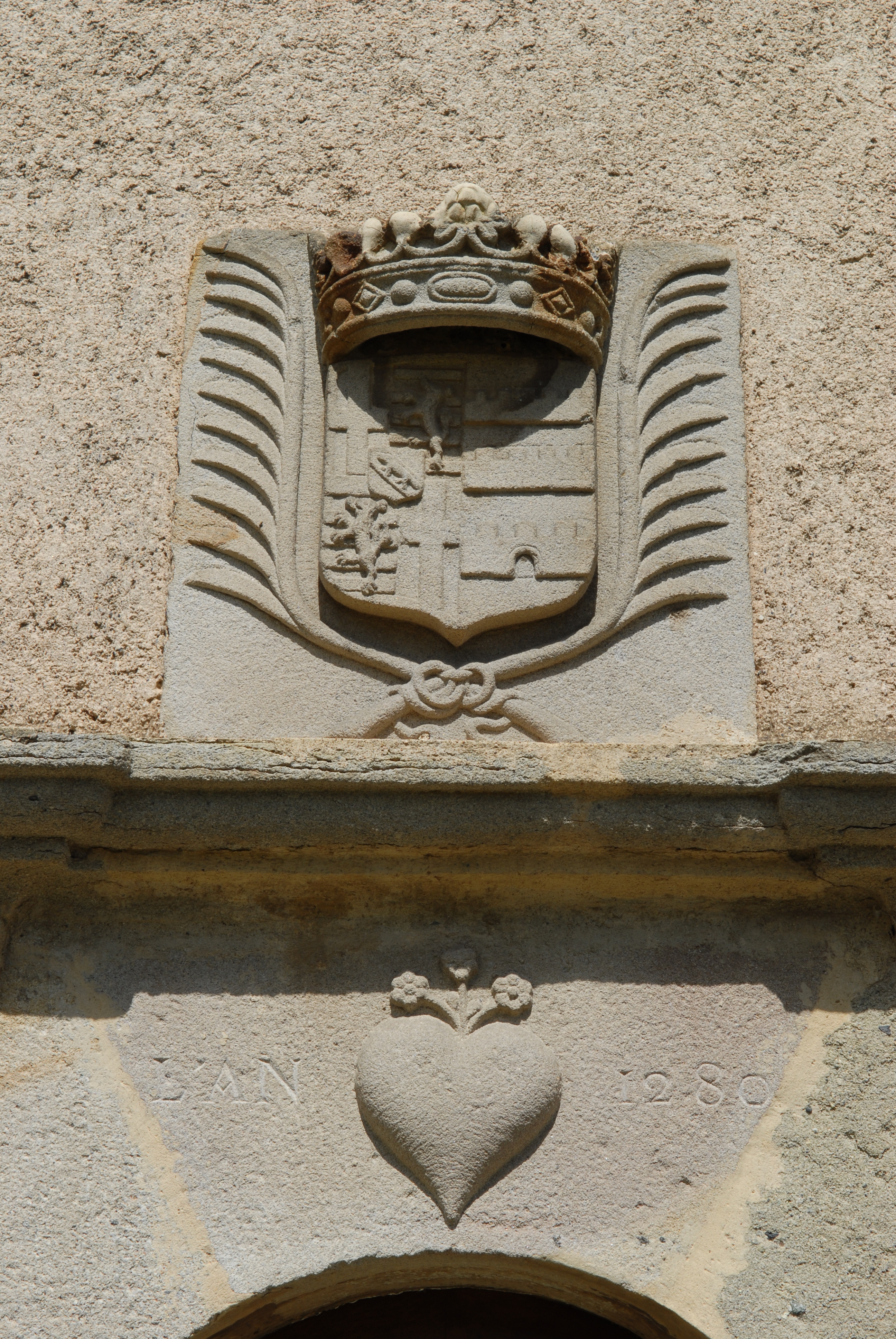
Les armoiries

La dernière partie du monastère constitue l’espace érémitique autour duquel ont été bâtis les cellules et les ermitages des pères et des novices. Les cellules les plus récentes ont pu être datées du XVIe et XVIIe siècles. Au centre subsiste une croix de la même époque.

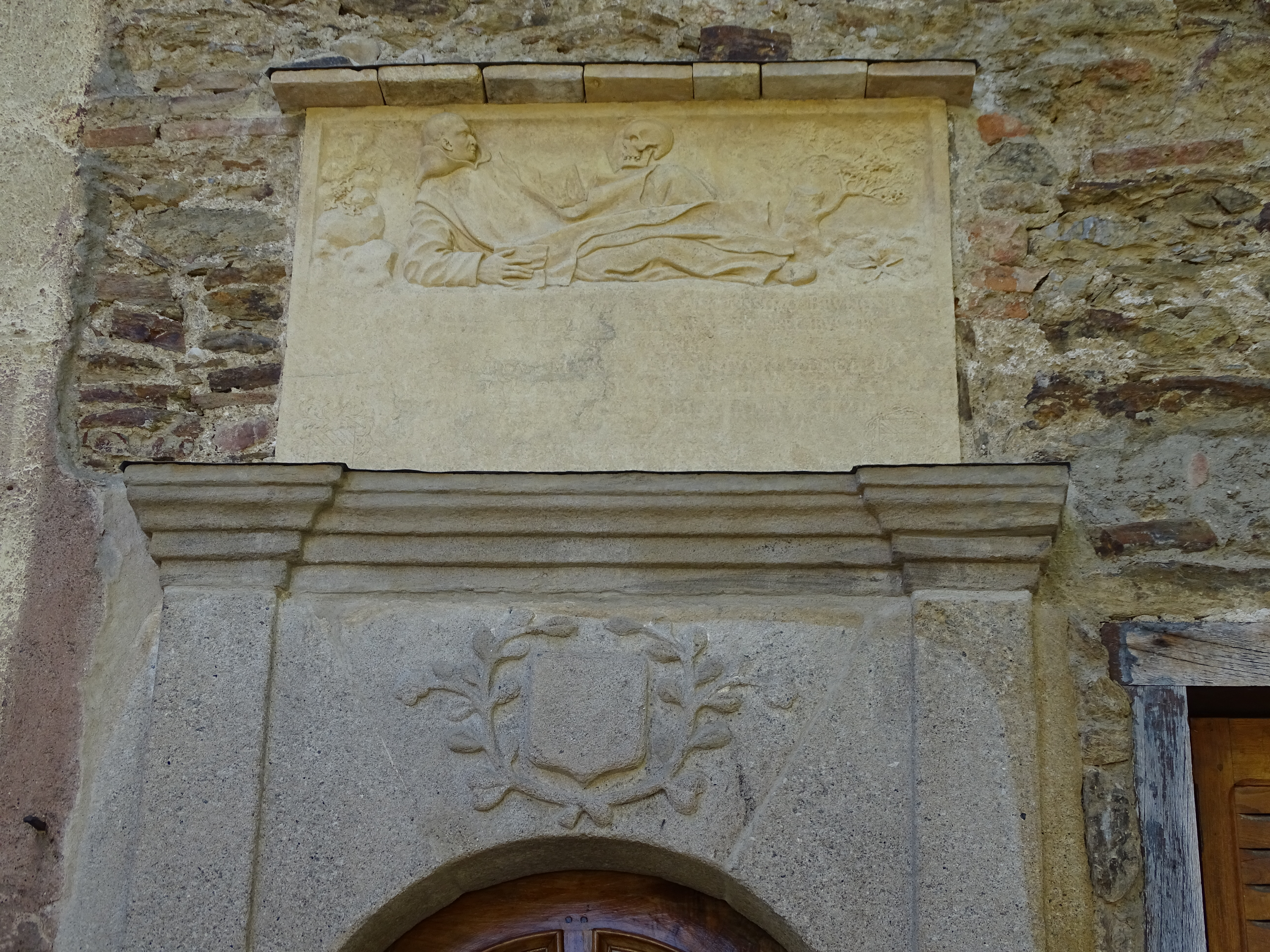
Bas-relief de la cour des pères

Si la cour comprenait à l’origine un grand cloître (détruit par les habitants en 1830), quelques éléments notables sont toujours visibles dans cette cour, dont un bas-relief de 1666 ornant la porte d’entrée de l’une des cellules. Ce dernier représente un père chartreux méditant sur la mort.
Deux armoiries du XVIe siècle ornent elles aussi les portes des deux cellules nord-ouest. Ces dernières appartiennent à un couple seigneurial de la région, seigneurs de Malleval et de Chavanay, à savoir Gabriel de Fay-Virieu et Marguerite Murat de l’Estang.
L’un des ermitages, qui a d’ailleurs fait l’objet d’études archéologiques, a été reconstitué à l’initiative de l’Association de Sauvegarde et d’Animation de la chartreuse de Sainte-Croix-en-Jarez et se visite aujourd’hui.

## Personnalités liées au monastère

### Personnalités
- Béatrix de la Tour du Pin : fondatrice de la chartreuse née entre 1226 et 1232, elle est la fille d'Albert III de la Tour du Pin. À la suite de la mort de son mari Guillaume de Roussillon en 1277, elle cède les terres et le financement nécessaires à la fondation du monastère en 1281[7]. Elle passe les derniers mois de sa vie auprès des moines de Sainte-Croix[5].
- Thibaud de Vassalieu : diplomate[23] et archidiacre de Lyon au début du XIVe siècle, il se retire au monastère de Sainte-Croix dès 1324. Il y vit sans pour autant se faire chartreux. Bienfaiteur du monastère, il obtient, à l’instar de Béatrix, le droit de sépulture dans l’église du monastère[5]. Les peintures murales mises au jour en 1896 ont été réalisées au-dessus de son tombeau et lui sont entièrement dédiées, comme l'atteste son épitaphe[4] située au pied de celles-ci.
- Dom Polycarpe de la Rivière devient prieur de Sainte-Croix en 1618 et le reste jusqu’à 1627. Polycarpe de la Rivière est un auteur prolifique et un érudit de l’ordre des chartreux[24]. Il publie, en concertation avec le prieur général de l’ordre, plusieurs ouvrages dont L’Adieu au Monde en 1619 ou encore Mistère sacré de nostre Rédemption (trois volumes publiés entre 1621 et 1623). Après Sainte-Croix, ce dernier devient prieur de la chartreuse de Bordeaux puis de celle de Bonpas et se consacre à des ouvrages d’érudition sur l’histoire de l’Ordre[25].

### Liste des Prieurs
Établie ci-dessous, sous la forme de tableaux déroulants, voici la liste des prieurs connus de l'établissement, tels qu'ils sont cités dans le livre d'Antoine Vachez, La Chartreuse de Sainte-Croix-en-Jarez, édité en 1904.

## Situation, accès et accueil

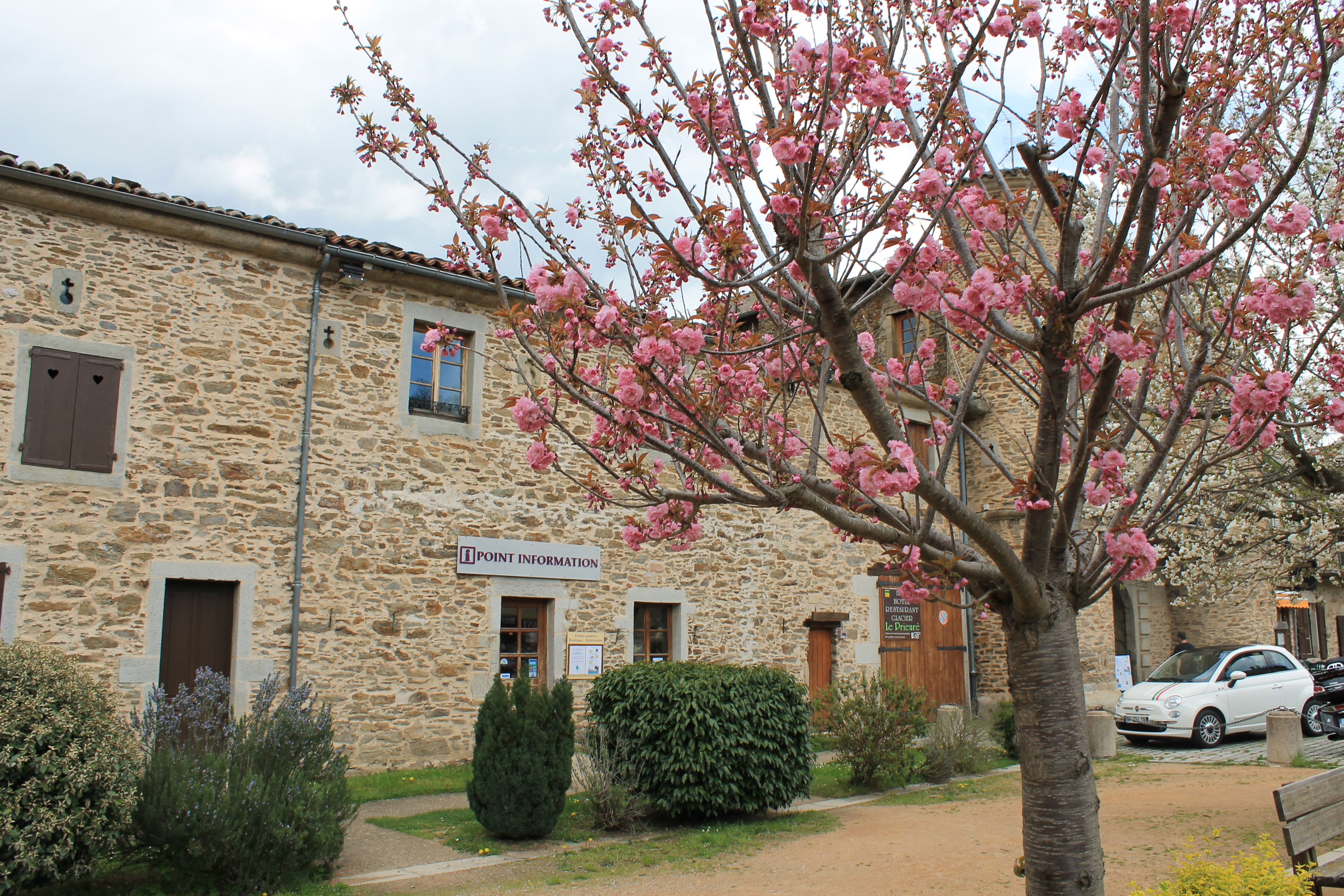
Le Point Information Touristique de Sainte-Croix-en-Jarez

Situé au cœur du Parc naturel régional du Pilat, le lieu est aussi prisé par les adeptes du tourisme vert. De nombreux itinéraires de randonnée traversent Sainte-Croix-en-Jarez ou en partent. Par son histoire et son aspect préservé, Sainte-Croix-en-Jarez bénéficie du label des Plus Beaux Villages de France et est l’un des Villages de Caractère du département de la Loire.

### Situation et accès
Positionné à l'écart des grands axes de communication routiers et ferroviaires, le site est traversé par la route départementale no 30 (RD30) qui le relie au bourg de Pavezin. Les deux voies autoroutières les plus proches sont l'A7 qui relie Lyon à Nice ( 11 Vienne-Sud), au sud-est et l'Autoroute A47 qui relie Lyon à Saint-Étienne ( 12 Rive-de-Gier).
La gare ferroviaire la plus proche est la gare de Rive-de-Gier, desservie par des trains TER Auvergne-Rhône-Alpes.

### Activité touristique
L’histoire atypique de la chartreuse en fait aujourd’hui un lieu touristique. L’Association de Sauvegarde et d’Animation de la Chartreuse de Sainte-Croix-en-Jarez a beaucoup œuvré dans la seconde moitié du XXe siècle pour la restauration et la mise en valeur du patrimoine du village.
Aujourd’hui géré par l’office de tourisme et des congrès de Saint-Étienne Métropole, un Point Information Touristique prend place sur la façade de l’ancien monastère et propose des visites guidées du site permettant de découvrir les intérieurs de l’ancien monastère. Une programmation culturelle rythme la période estivale, portée par le tissu associatif du village et les animations proposées par l’équipe de médiation (visites nocturnes, balades contées, festival Les Musicales, concerts, foire de Pentecôte, etc.).

Quelques photos de la chartreuse de Sainte-Croix-en-Jarez
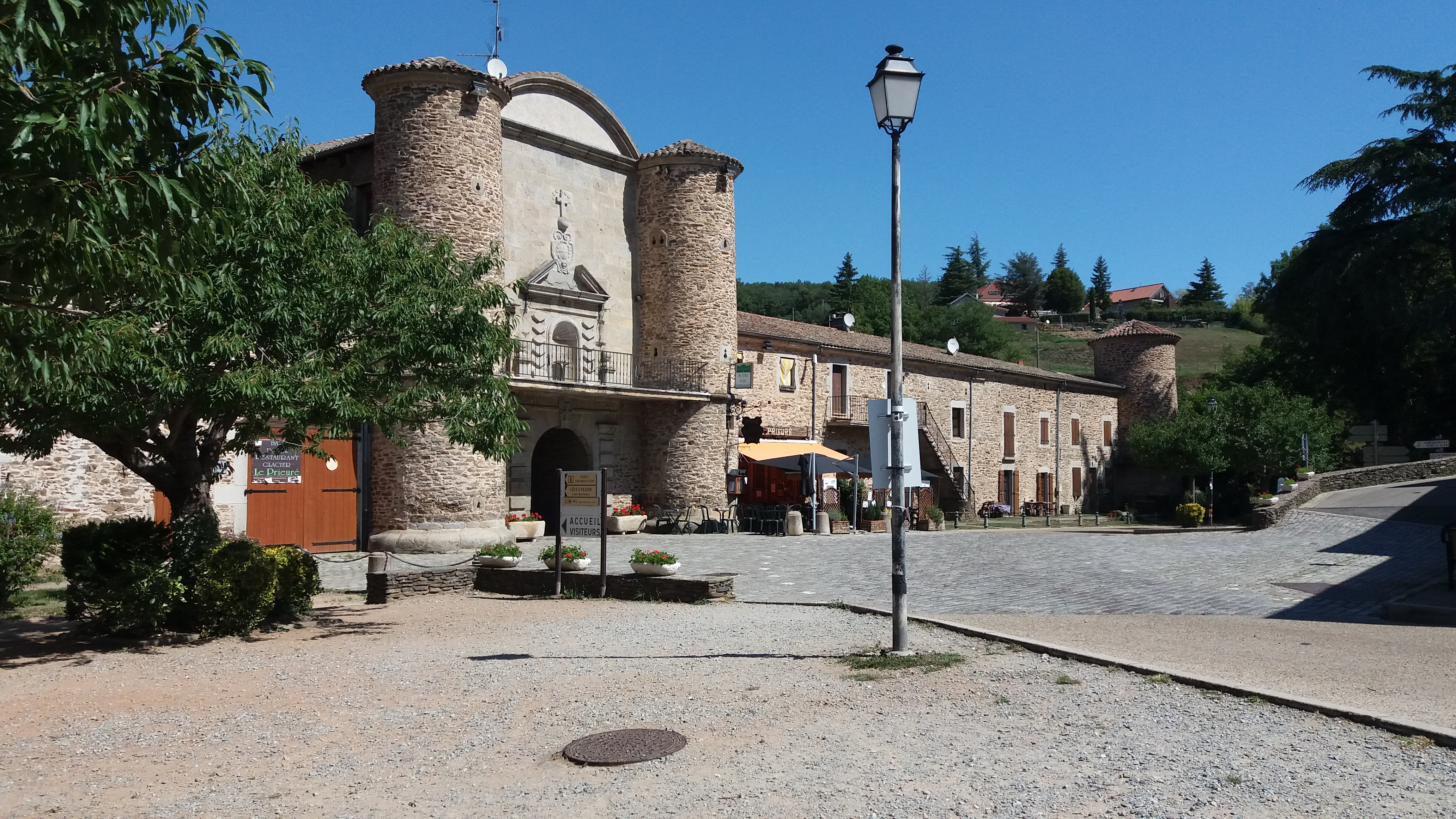
L'entrée principale de la chartreuse
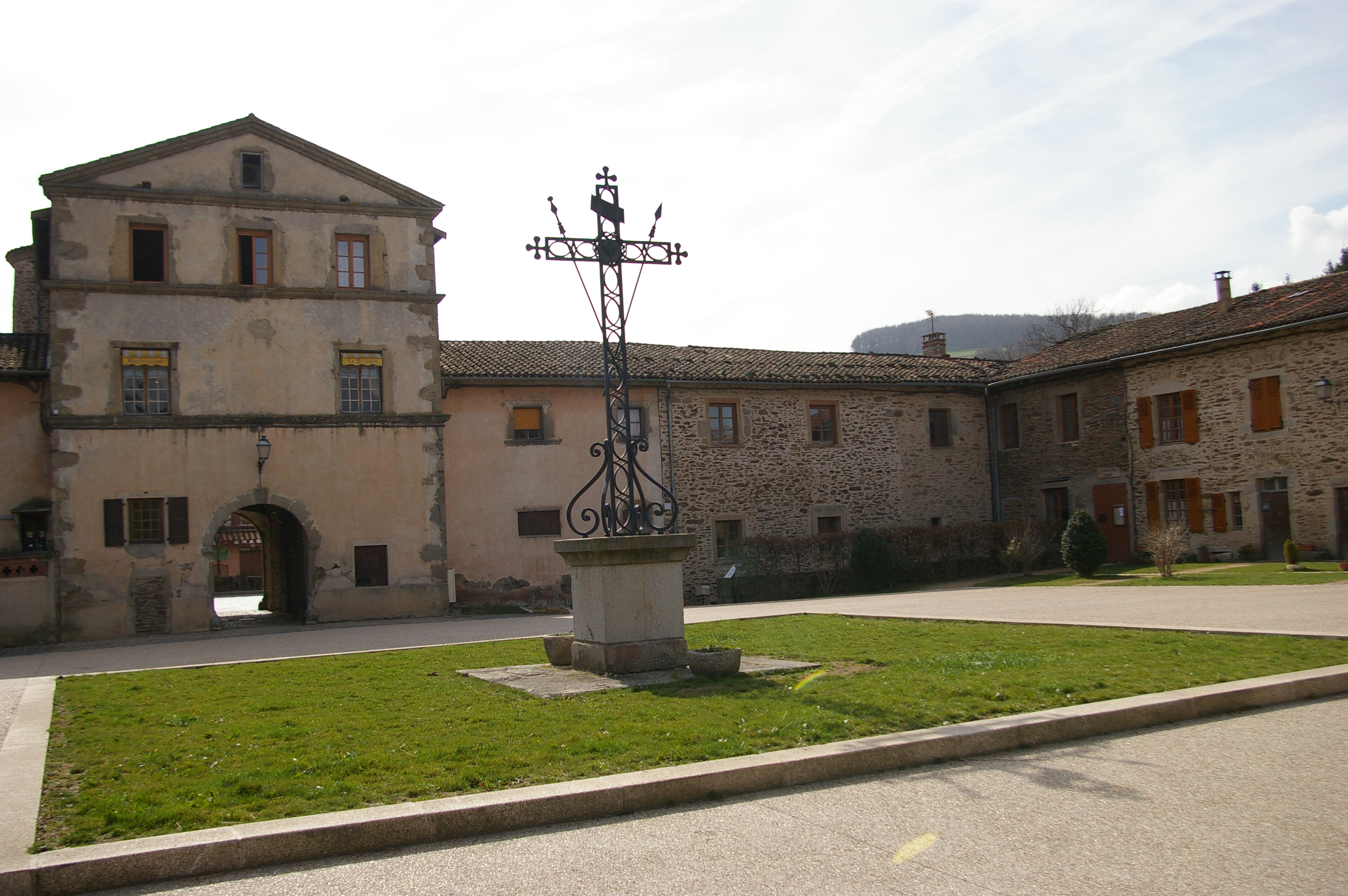
Cour des frères.
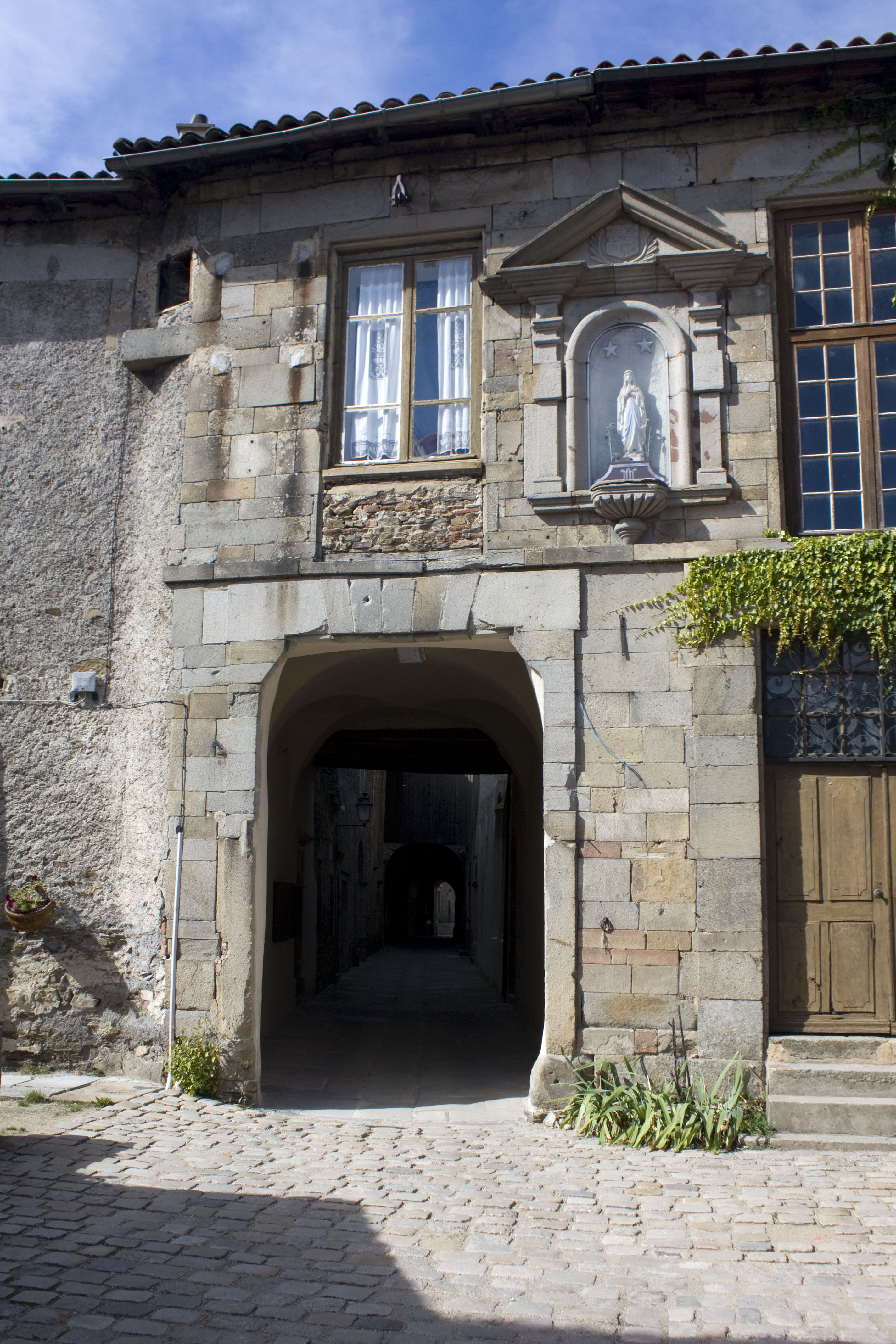
Porte du corridor liturgique.
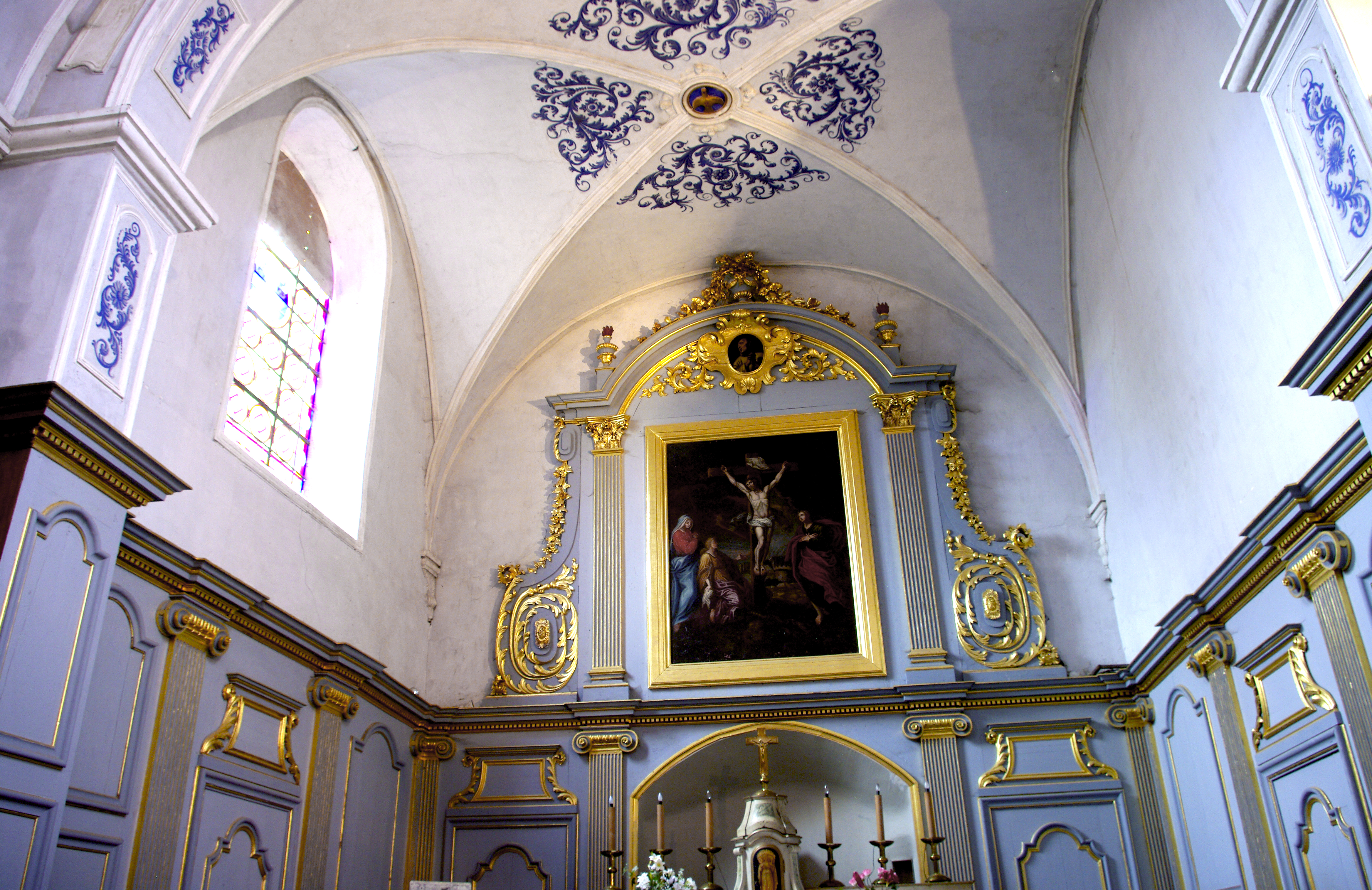
Le chœur de l'église paroissiale.
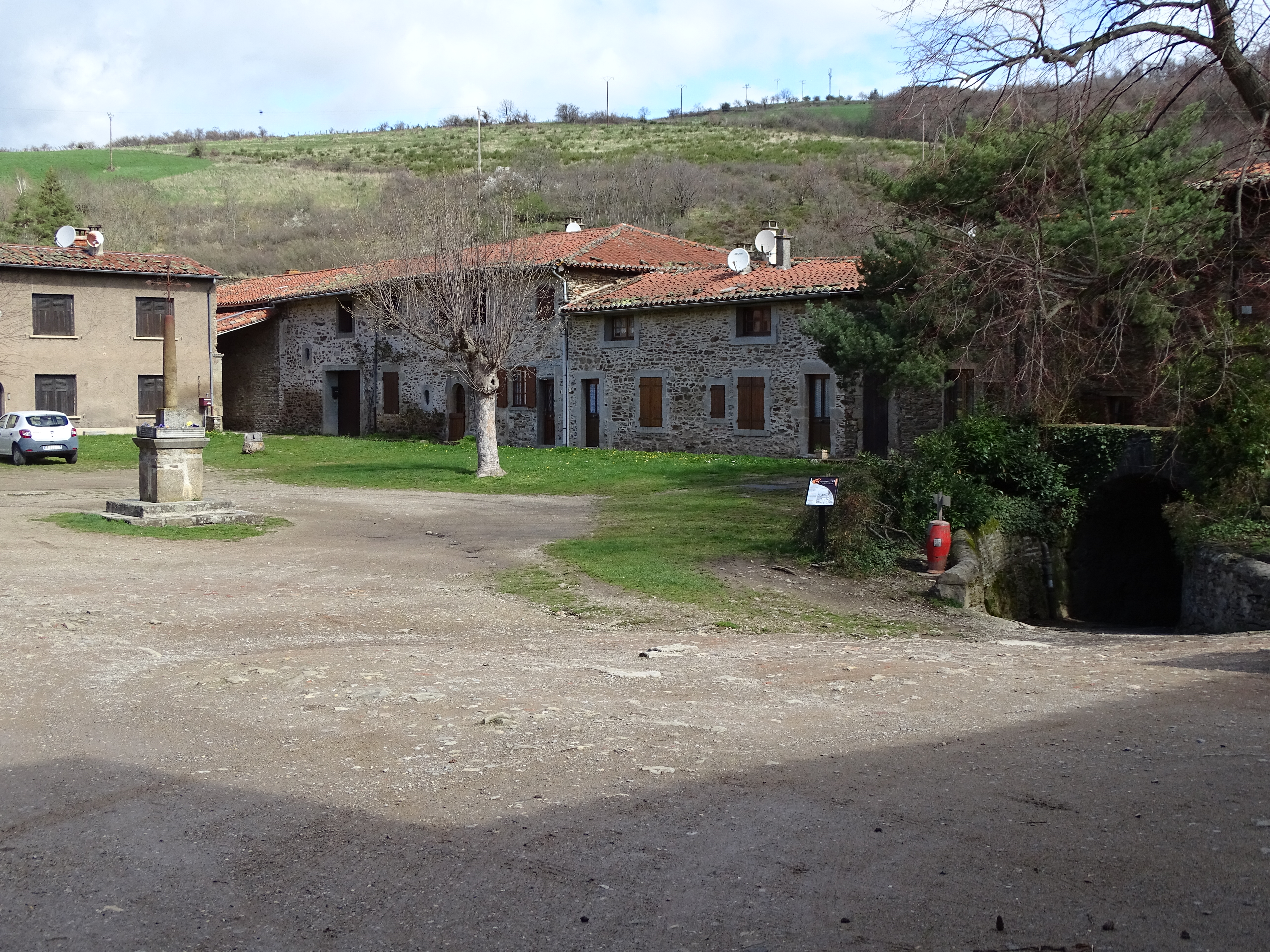
Cour des pères.
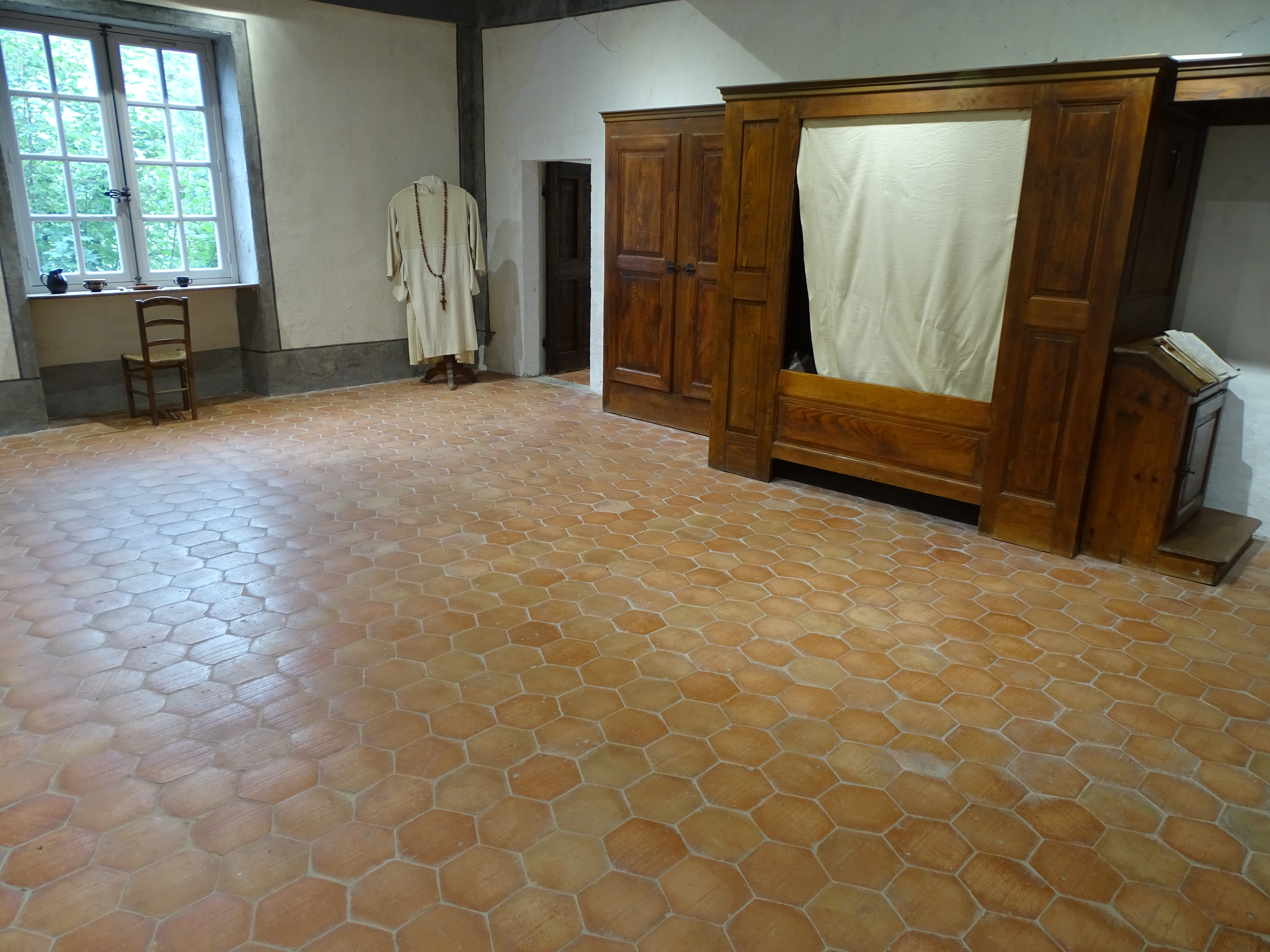
Cellule reconstituée.
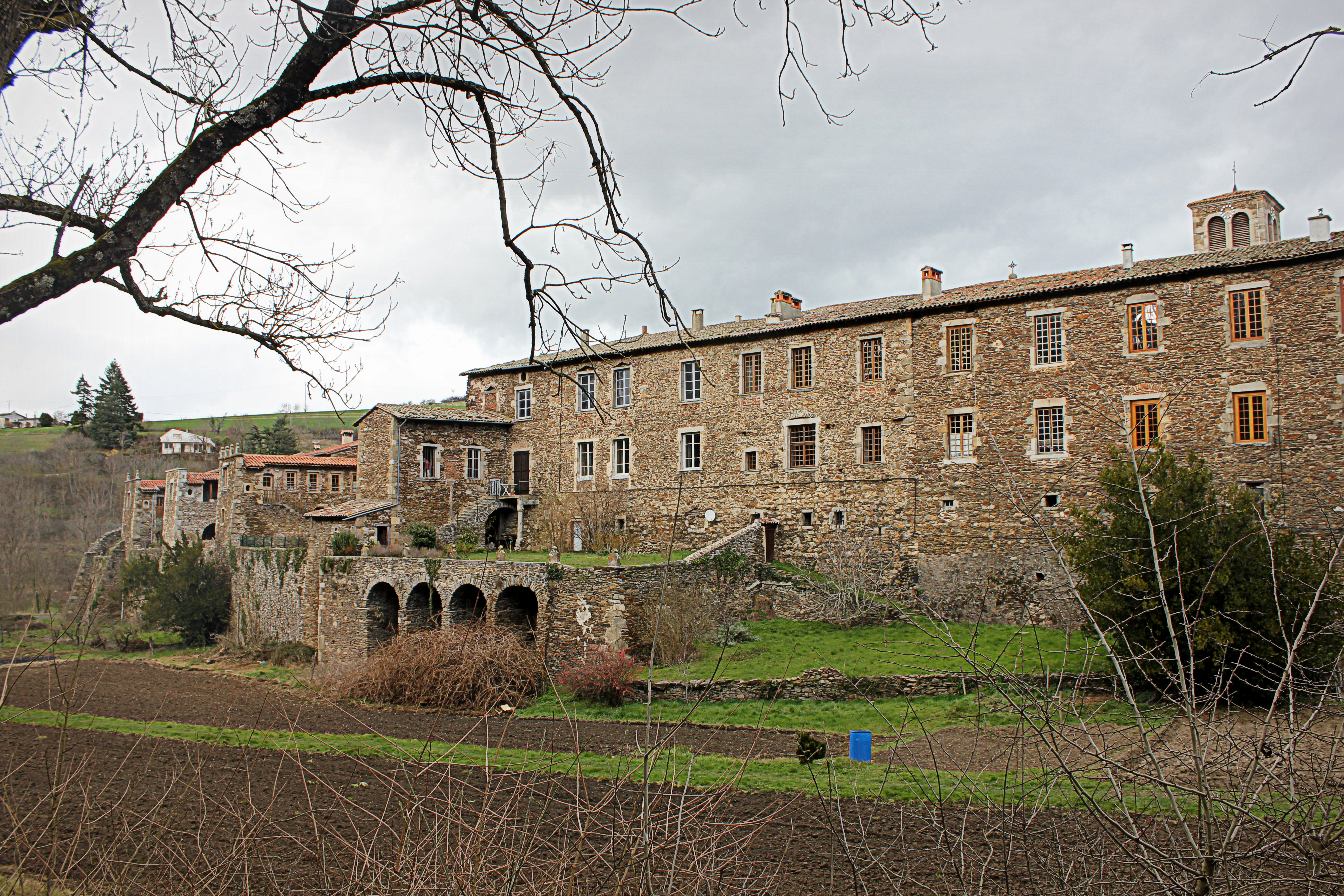
Vue arrière de la chartreuse.
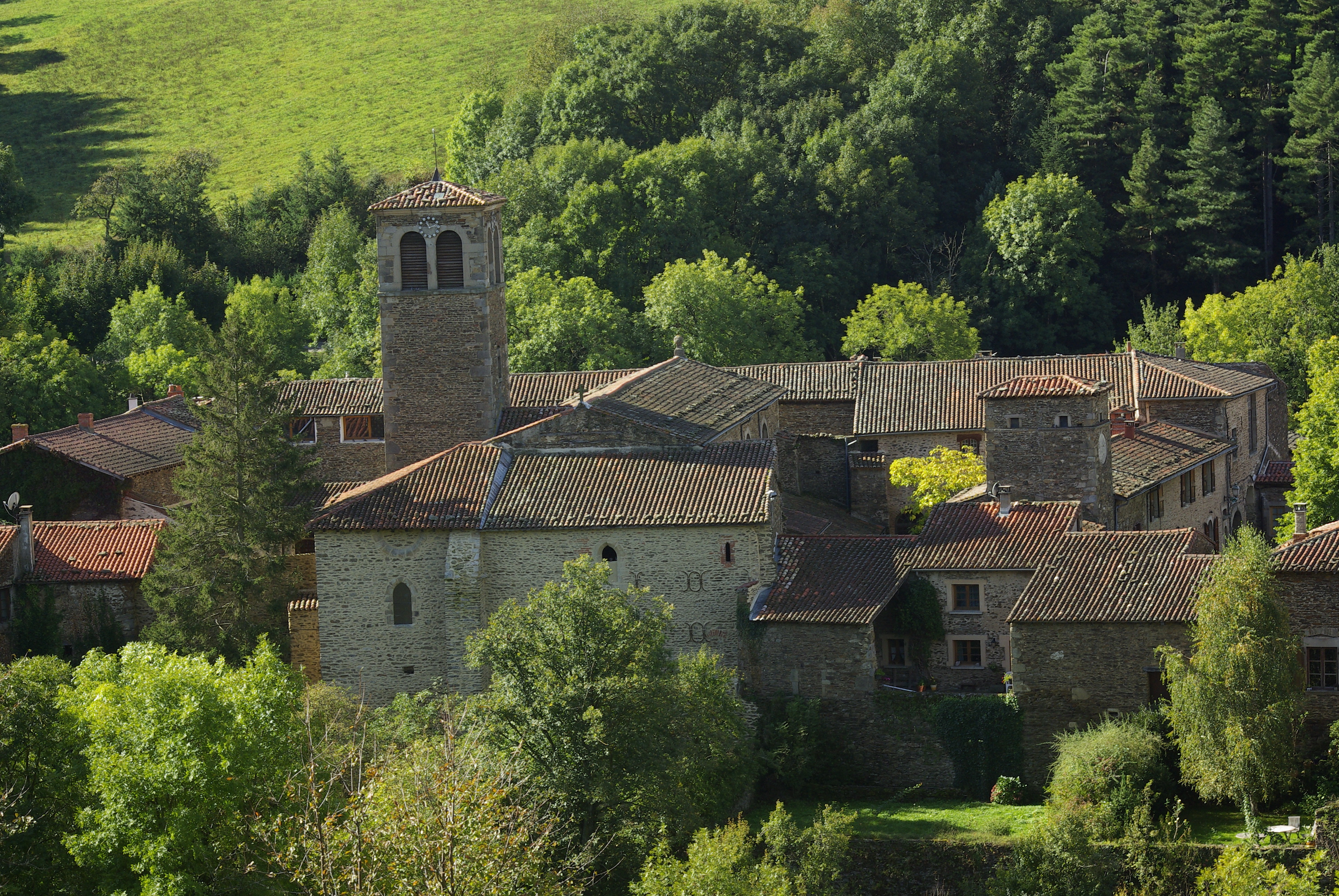
Vue du clocher et de l'église médiévale du village.
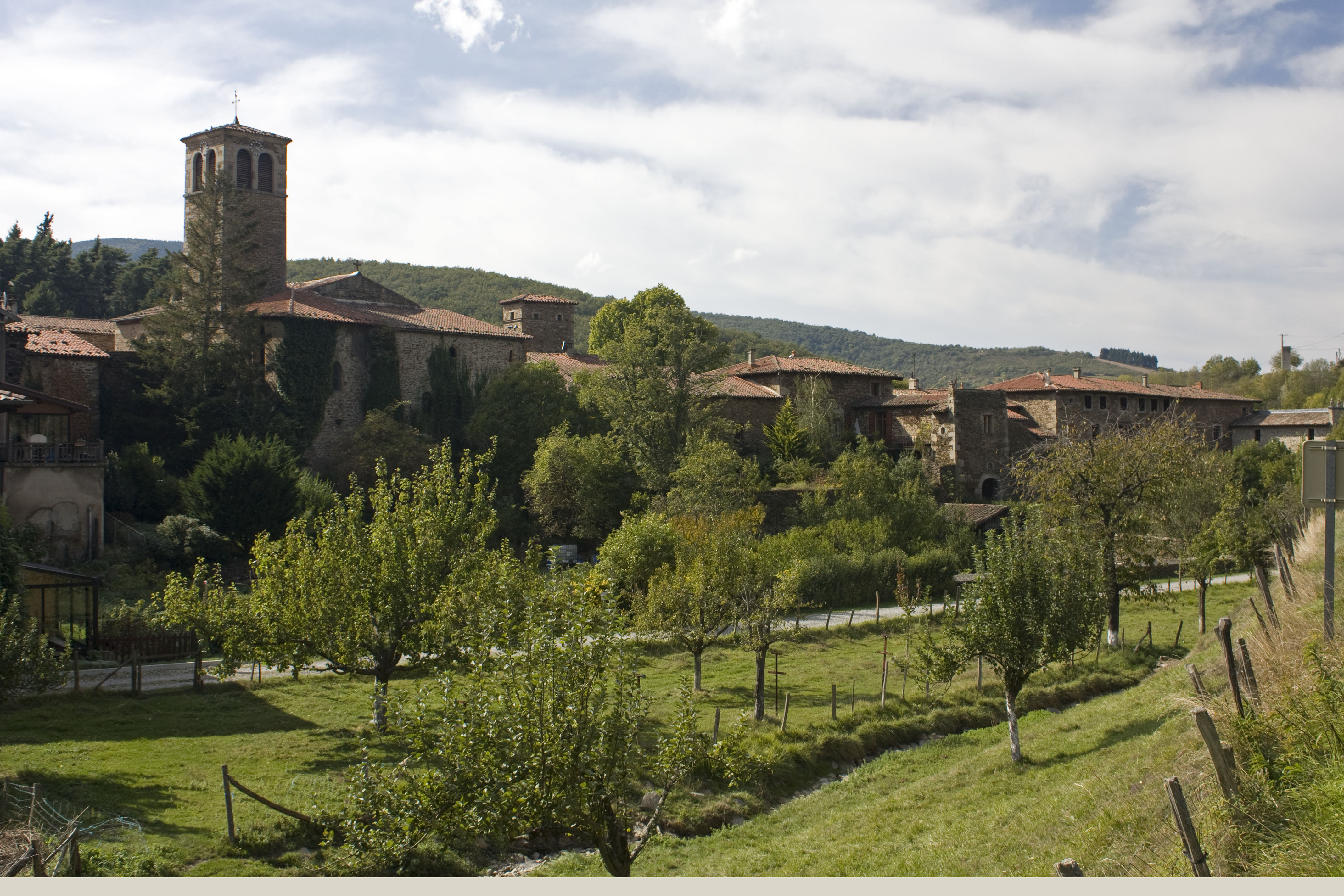
Façades est.
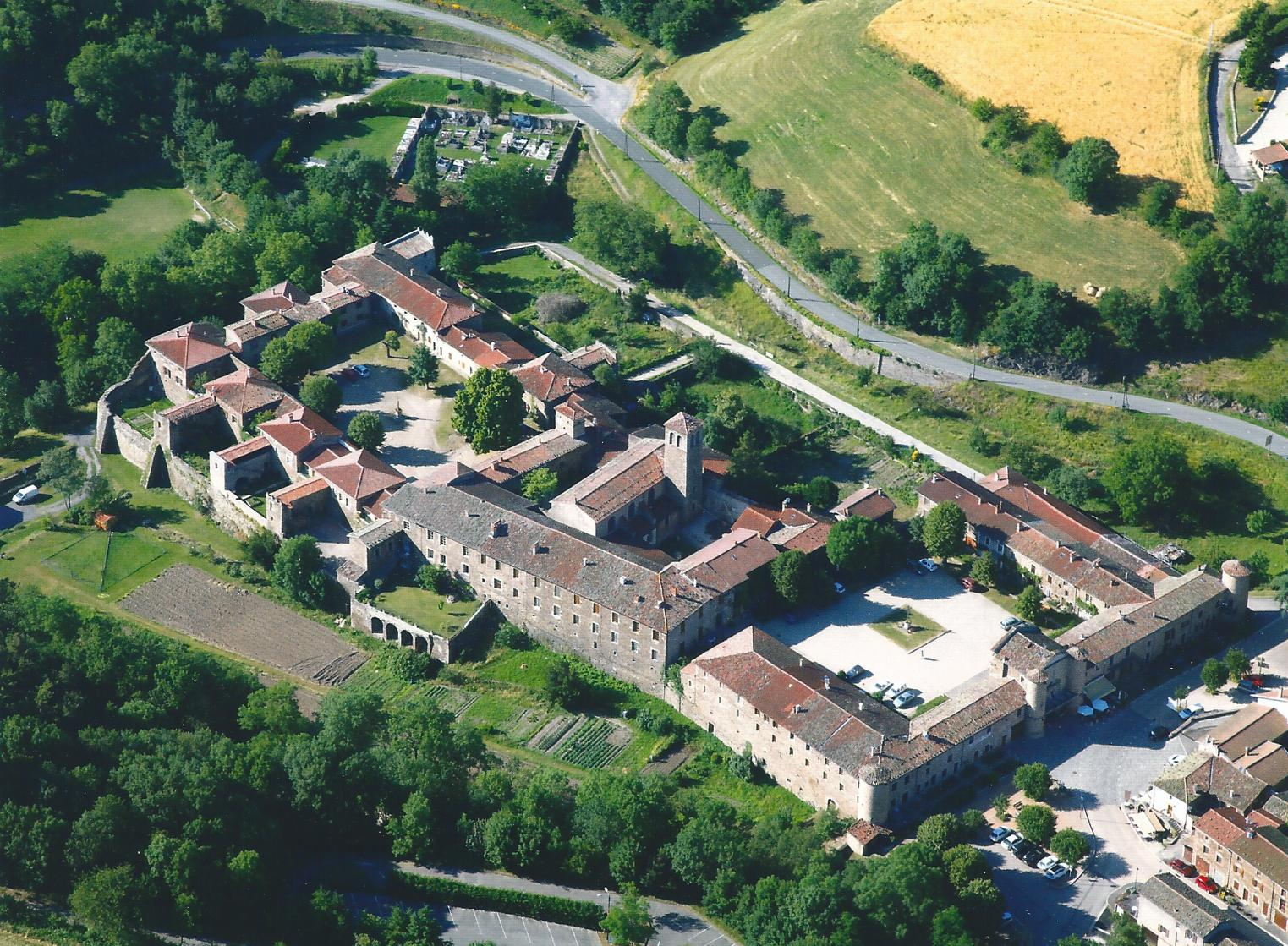
Vue aérienne du monastère.
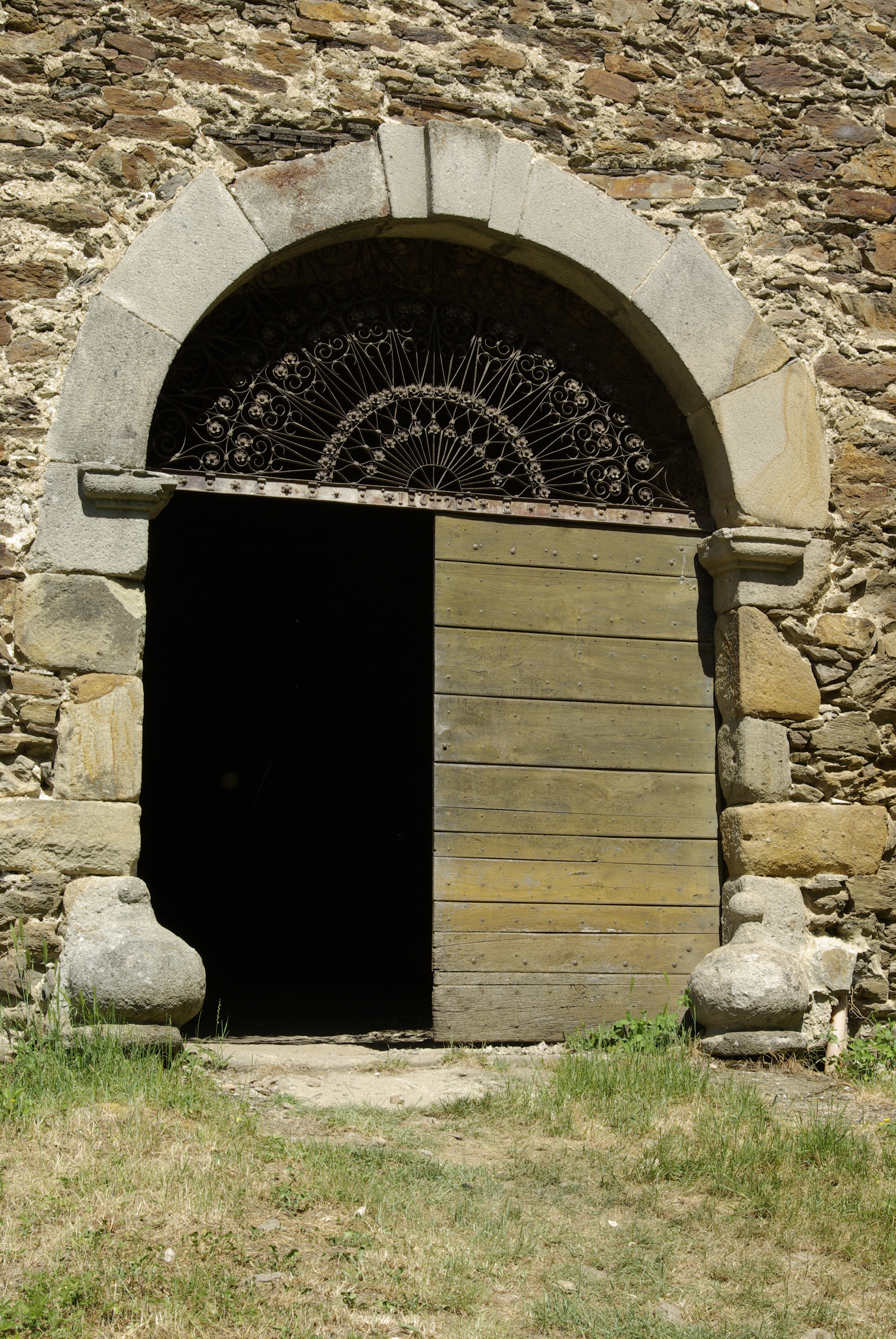
Imposte sur la façade sud du monastère.
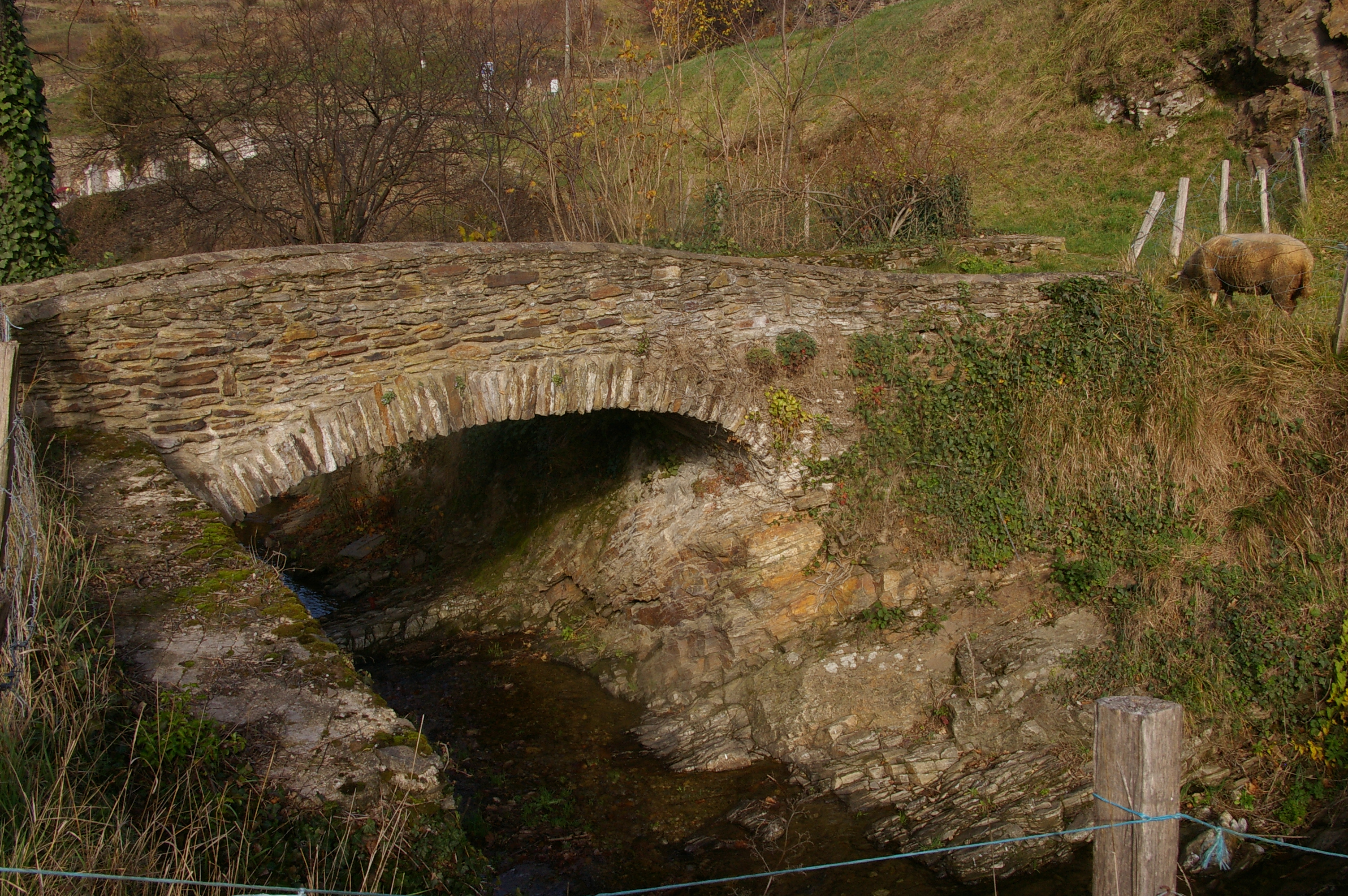
Pont de « Planche-à-Cul ».

## Postérité du monastère

### Au cinéma et à la télévision
- De nombreuses scènes du second épisode (Innocentes) de la deuxième saison de la série Les rivières pourpres avec Olivier Marchal ont été tournés en décor naturel sur le site même de la chartreuse[28].
- Dans le cadre de son émission, Villages de France, présenté par Emmanuel Laborde, la chaine franco-allemande Arte a diffusé un reportage d'une vingtaine de minutes sur l'ancienne chartreuse, en 2015[29].

#### Synthèses historiques
- Josselin Derbier et Quentin Rochet, Étude historique et documentaire sur l’ancienne chartreuse de Sainte-Croix-en-Jarez (Rapport de recherche), Archeodunum, Parc naturel régional du Pilat, 2015, 79 p. (lire en ligne)
- François Jeanty, Sainte-Croix-en-Jarez, la chartreuse du Pilat, histoires et anecdotes, 1276-1899, Saint-Etienne, Parc naturel régional du Pilat, 2006
- Antoine Vachez, La chartreuse de Sainte-Croix-en-Jarez, Lyon, L. Brun, 1904 (lire en ligne)

#### Histoire de l'art et archéologie
- Anne Carcel, « Sainte-Croix-en-Jarez, Chartreuse de Sainte-Croix », Art et archéologie en Rhône-Alpes « Peintures murales médiévales des églises de Rhône-Alpes »,‎ 1998, p. 100-102
- Nathalie Corompt-Achard, Nord Pilat II : prospections et inventaires (La Chapelle-Villars, Chuyer, Doizieux, Pélussin, Sainte-Croix-en-Jarez), DRAC Rhône-Alpes, 2001
- Jean-Luc Mordefroid, Stéphane Guyot et Sébastien Bully, L’église médiévale de la Chartreuse de Sainte-Croix-en-Jarez (Loire), Lyon, Unité de Recherche Archéologique Cartusienne, DRAC Rhône-Alpes, 1996
- Jean-Luc Mordefroid, Justo Horrillo Escobar, David Vuillermoz et Stéphanie Deprost, « D’une cour des « obédiences » à l’autre, Archéologie & proposition de restitution de la cour du Moyen âge de Sainte-Croix-en-Jarez », dans La montagne, l’ermite et le montagnard, Unité de recherche archéologique cartusienne, 2002

#### Travaux d'auteurs locaux
- Patrick Berlier, Les peintures murales de Sainte-Croix-en-Jarez, un trésor méconnu de patrimoine pilatois, Association des Guides Animateurs du Pilat, 2018, 36 p.
- Guy Leduc, Sainte-Croix-en-Jarez : une chartreuse revisitée dans le Pilat, Edelgé, 2006, 208 p. (ISBN 2916188010)